# Liste von Möbelstücken
Die Liste von Möbelstücken soll das Mobiliar und die Einrichtungsgegenstände sämtlicher Zeiten und Kulturen möglichst vollständig aufnehmen. Es sollen geeignete Verweise angegeben werden (z. B. Wäschetruhe, siehe Truhe).
Die Liste ist alphabetisch geordnet.

## A
- Abwaschtisch

- Alkoven
- Anbauschrank, siehe Schrankwand
- Aktensäule oder Aktenrondell
- Aktenschrank

- Aktenwagen
- Ambient-Möbel
- Ambo
- Anglepoise
- Anbauwand, siehe Schrankwand
- Anrichte
- Apothekerschrank
- Archivmöbel
- Archivschrank
- Arbeitstisch
- Armlehnstuhl, siehe Stuhl (Möbel)
- Armsessel
- Armoire, siehe Schrank

Alkoven

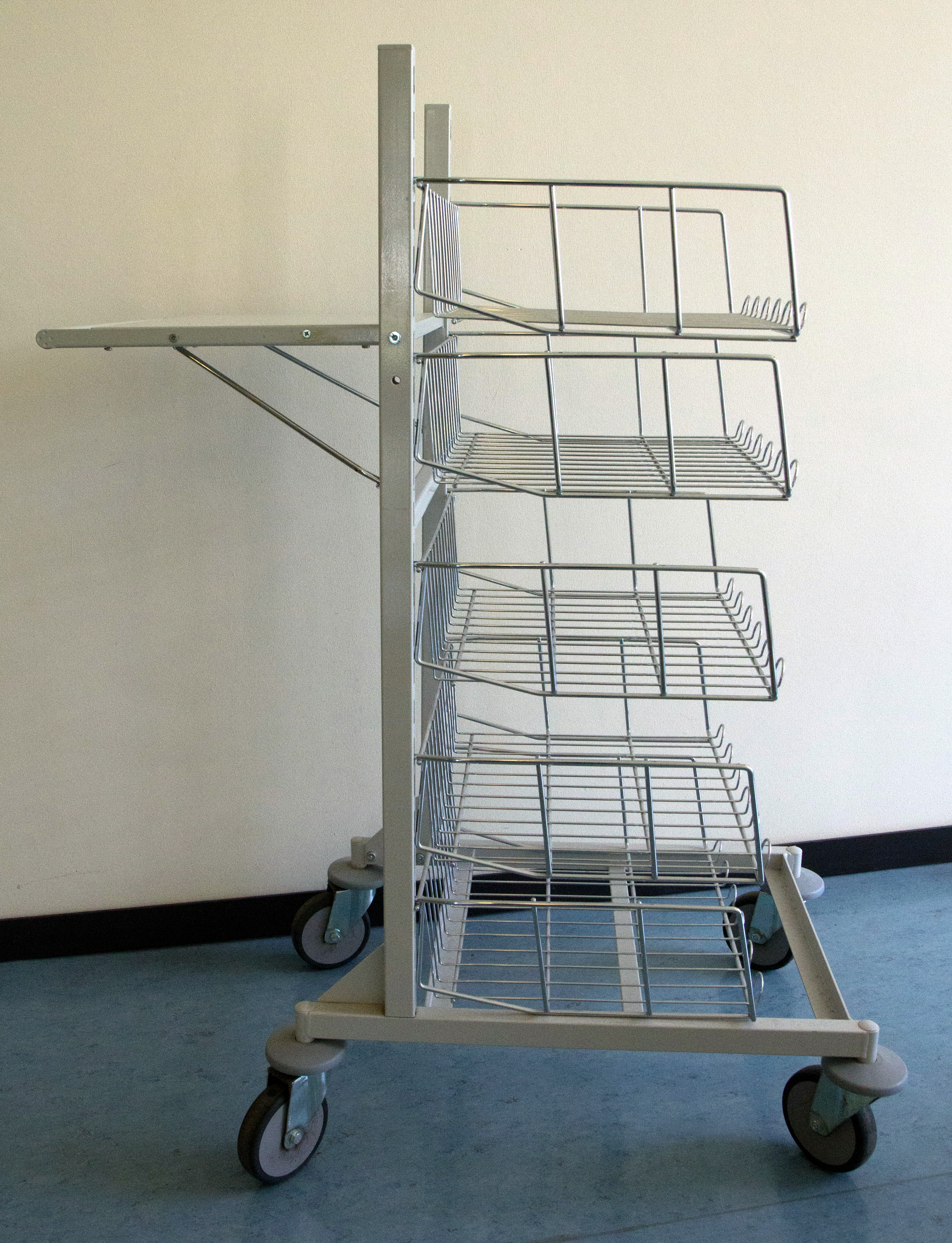
Aktenwagen

- Armoire à deux corps, siehe Schrank
- Armoire bibliothèque, siehe Bücherschrank
- Atzmann (Lesepult)
- Aufsatzkommode, siehe Kommode
- Aufsatzschreibkommode, sie Kommode
- Aufsatzschreibtisch, siehe Sekretär (Möbel)
- Aufsatzsekretär, siehe Sekretär (Möbel)
- Aussteuertruhe, siehe Truhe
- Ausziehbett
- Ausziehtisch

## B
- Badezimmerschrank
- Badminton Cabinet
- Baldachinbett, siehe Himmelbett
- Bank (Möbel)

- Barcelona-Sessel
- Bargueño
- Barhocker
- Begehbarer Schrank
- Beichtstuhl
- Beistelltisch
- Bergère (Sessel)
- Besenschrank
- Besuchersessel
- Besucherstuhl
- Betpult
- Betstuhl
- Betkommode, siehe Kommode
- Bett
- Bettcouch, siehe Sofa
- Bettsofa, siehe Sofa
- Bibliothekstisch
- Biergarnitur
- Bilderrahmen
- Blumenbank, siehe Jardinière
- Blumenkrippe, siehe Jardinière

- Bodenstanduhr
- Bonheur du jour
- Bord, siehe Regal (Möbelstück)
- Brauttruhe, siehe Truhe
- Brettschemel, siehe Schemel
- Brettstuhl, siehe Stuhl

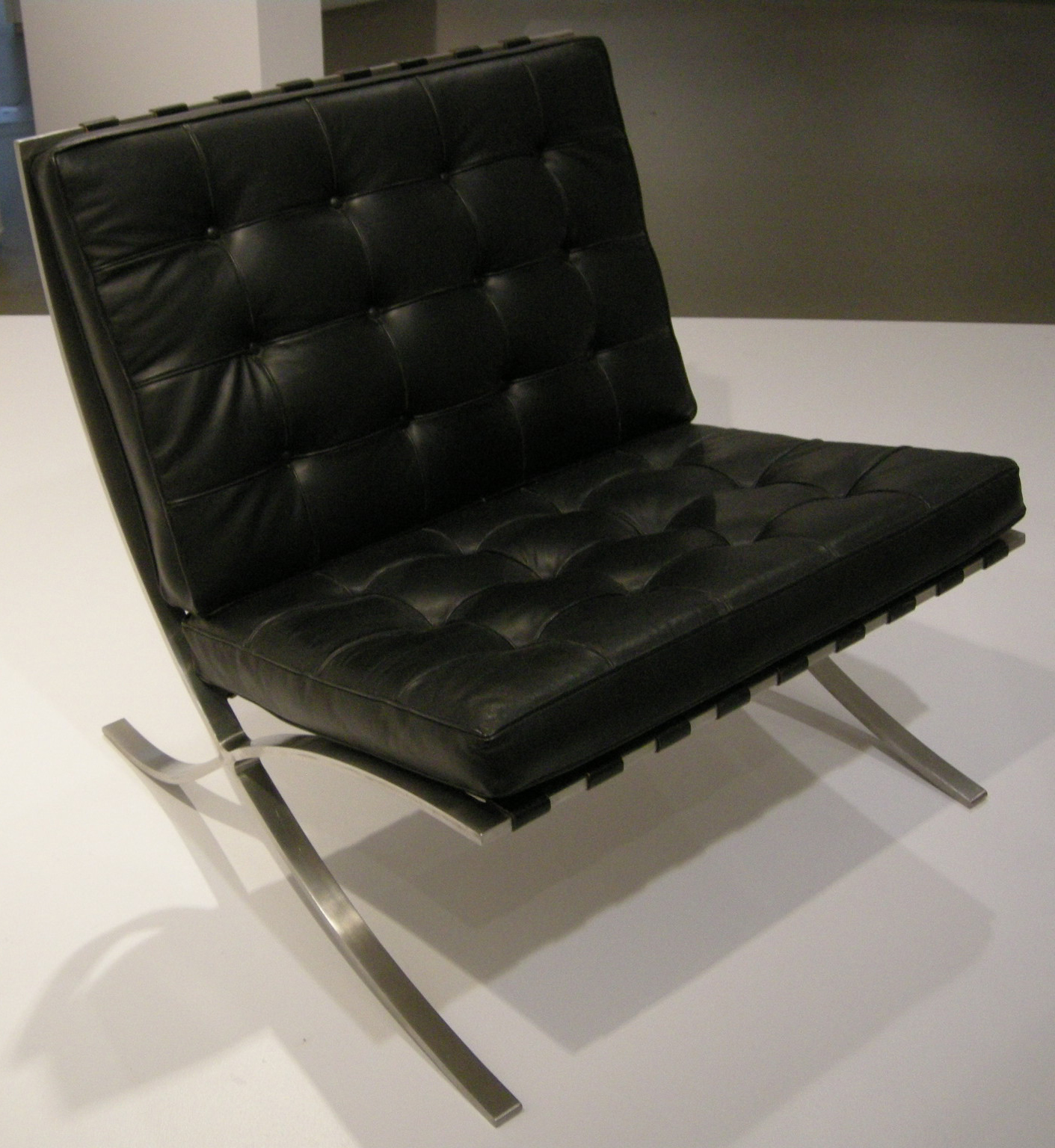
Barcelona-Sessel

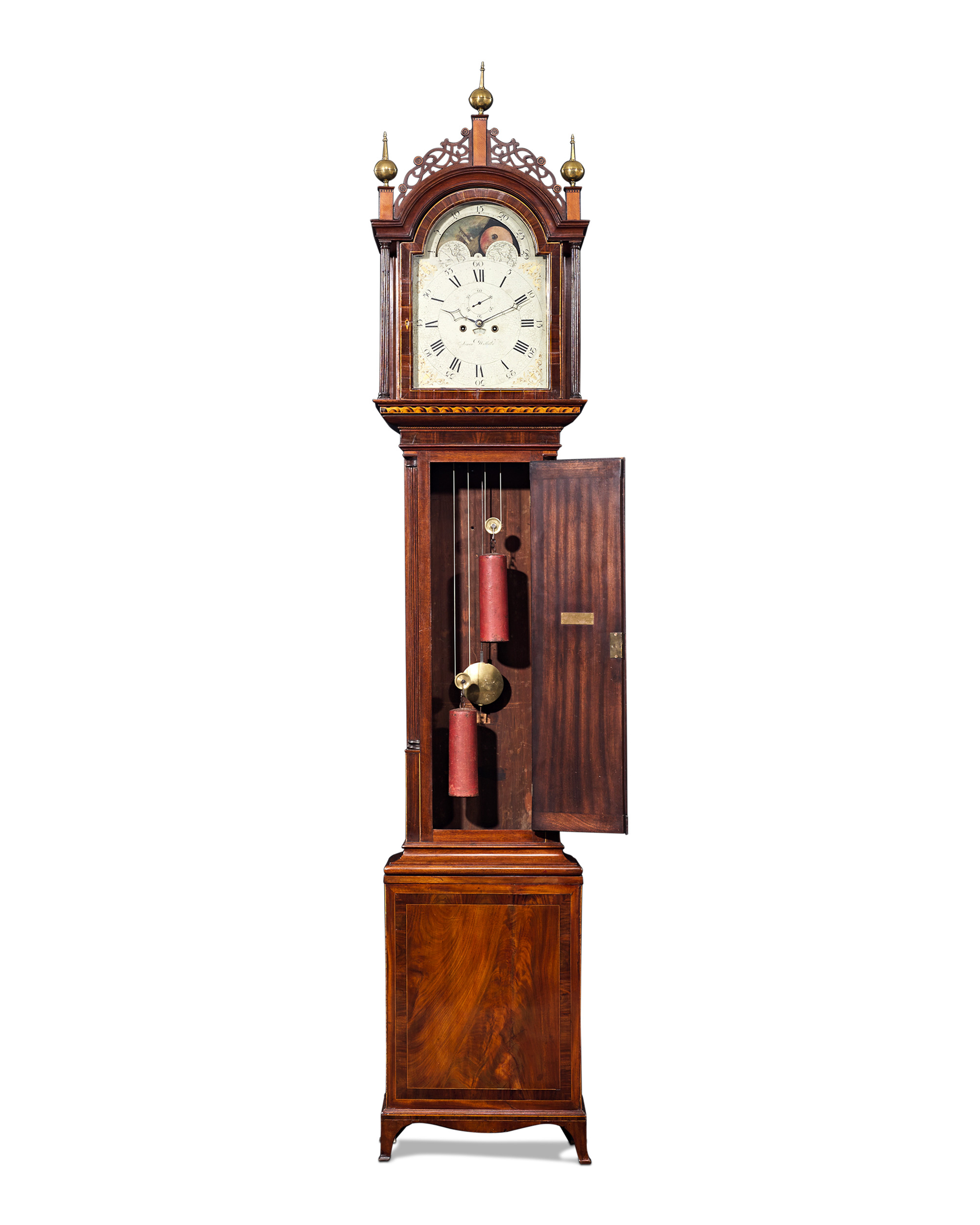
Bodenstanduhr

- Brieflade, siehe Lade (Möbelstück)
- Bücherregal, siehe Regal (Möbelstück)

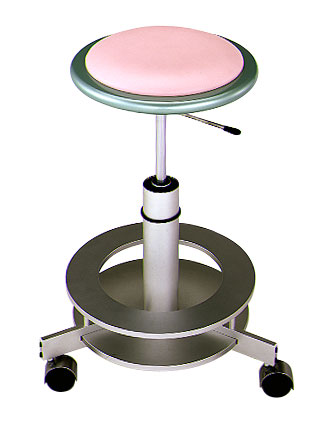
Bürohocker

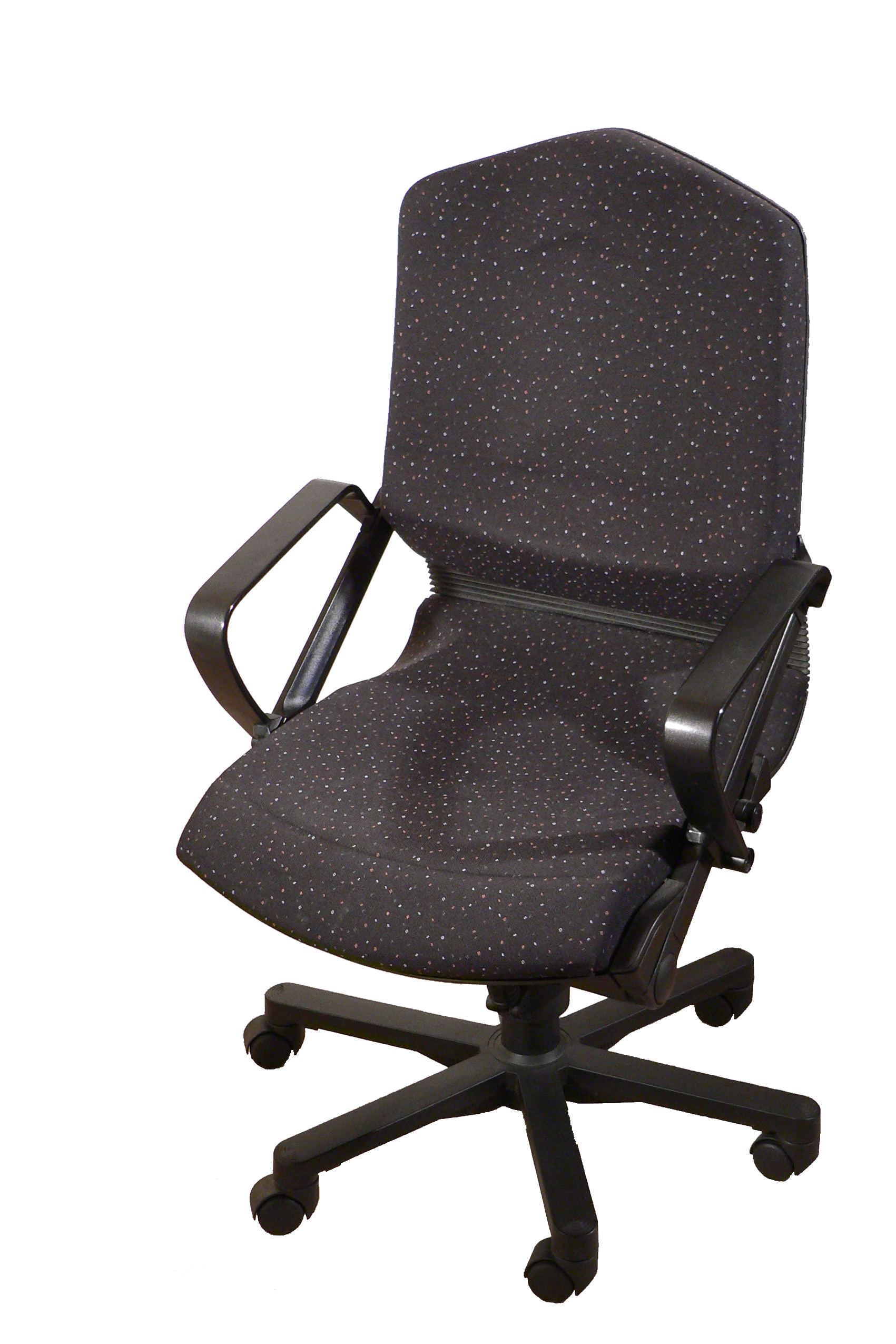
Bürostuhl

- Bücherschrank
- Büfett (Schrank)
- Bureau Plat, siehe Schreibtisch

- Bürohocker
- Büromöbel

- Bürostuhl
- Butsudan

## C
- Campingstuhl
- Cantourgen, siehe Sekretär (Möbel)
- Caquetoire, siehe Stuhl (Möbel)
- CD-Rack oder CD-Schrank
- Chaffeuse, siehe Bergère (Sessel)
- Chaise à gondole, siehe Sessel

- Chaiselongue
- Chest-of-drawers, siehe Kommode
- Chiffonière, siehe Kommode
- Chorgestühl
- Clubsessel
- Cocktailsessel
- Computertisch
- Commode en tombeau, siehe Kommode

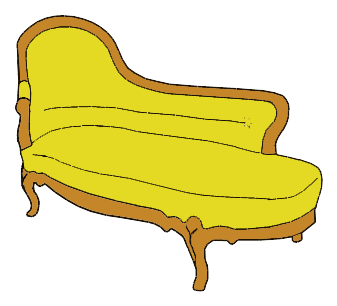
Chaiselongue

- Confident (Möbel), siehe Bank (Möbel)
- Cassone, siehe Truhe oder Brauttruhe, Aussteuertruhe oder Hochzeitstruhe
- Couch, siehe Sofa
- Couchtisch

## D
- Dachtruhe, siehe Truhe
- Damenschreibtisch, siehe Schreibtisch
- Damensekretär, siehe Sekretär (Möbel)

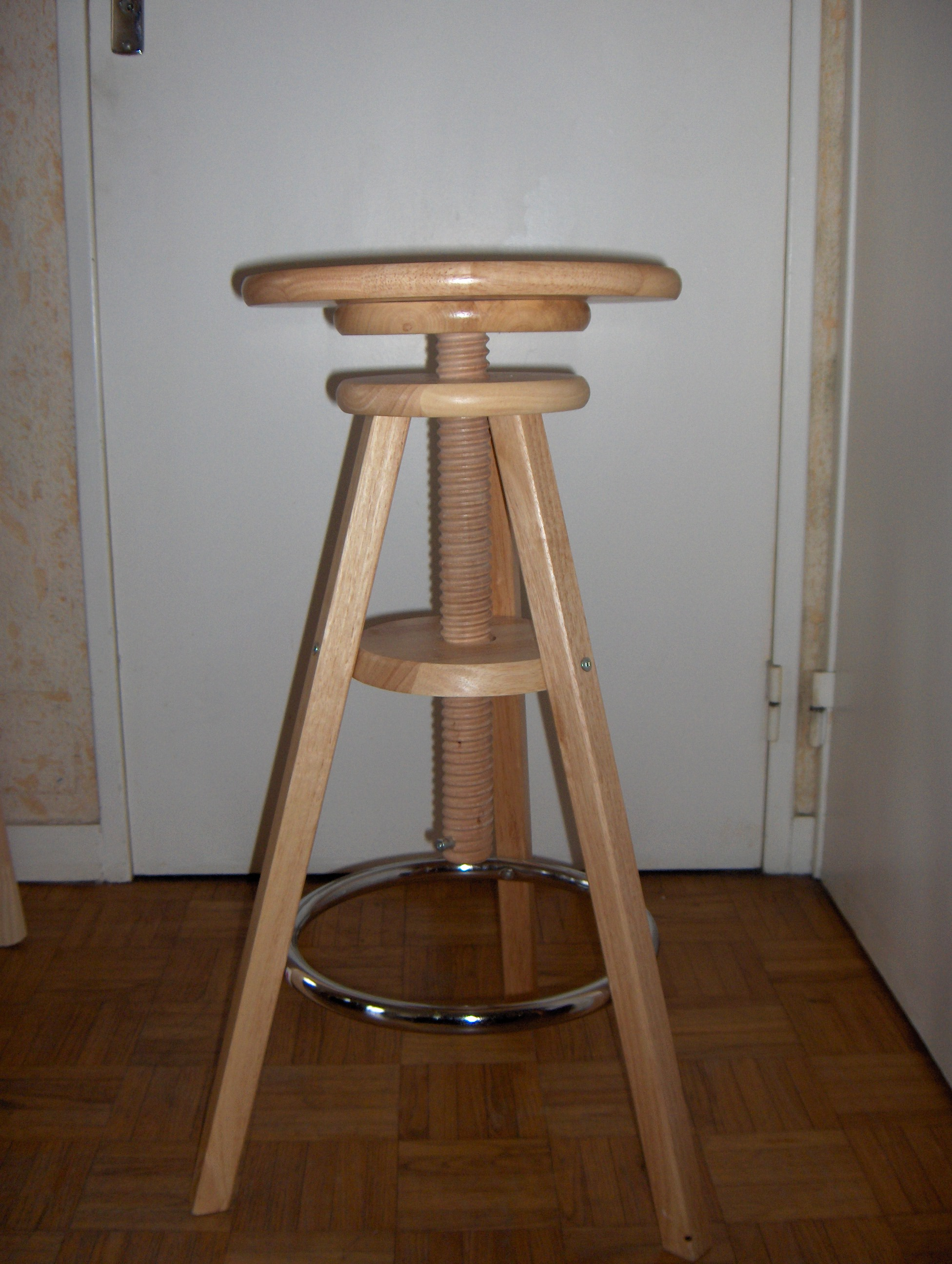
Drehstuhl

- Danziger Möbel
- Demi-lune (Möbel)
- Dielenschrank, Schrank
- Diwan
- Doppelbett
- Doppelcouch

- Drehstuhl
- Drahtmöbel
- Drechselbank, siehe Drehbank
- Drechslerbank, siehe Drehbank
- Dressoir, siehe Stollenschrank
- Druckertisch

## E
- Eckbank
- Eckschrank
- Einbauschrank, siehe Schrankwand

- Eierschrank
- Eisenmöbel
- Elefantenfuß
- Encoignure, siehe Eckschrank
- Englischer Zug
- Essecke

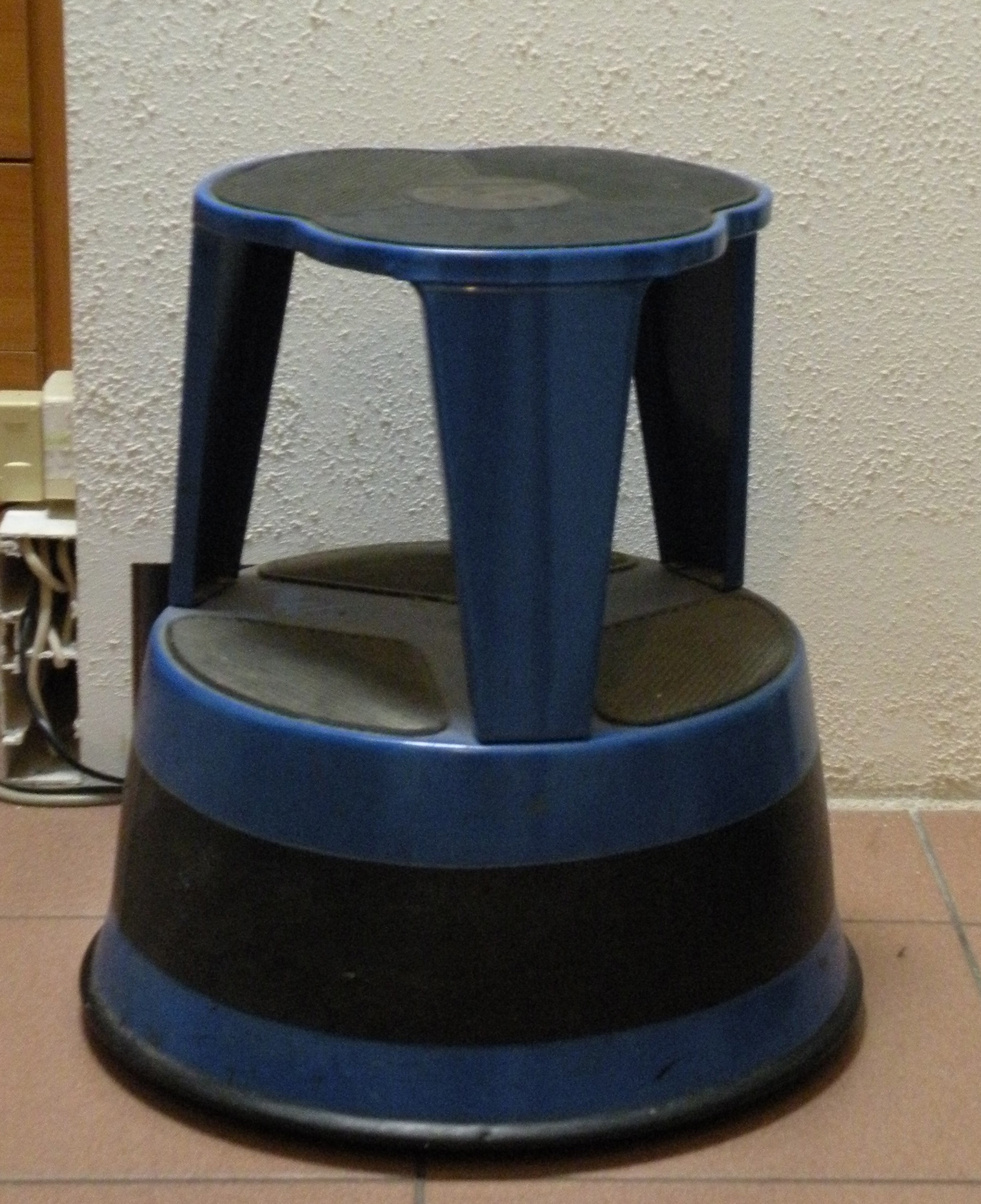
Elefantenfuß

- Esszimmerstuhl, siehe Stuhl (Möbel)
- Etagère
- Esstisch, siehe Tisch

## F
- Faltbett, siehe Ausziehbett
- Falthocker
- Faltstuhl, siehe Klappstuhl
- Fassadenschrank
- Fauteuil
- Fauteuil de bureau, siehe Bürostuhl

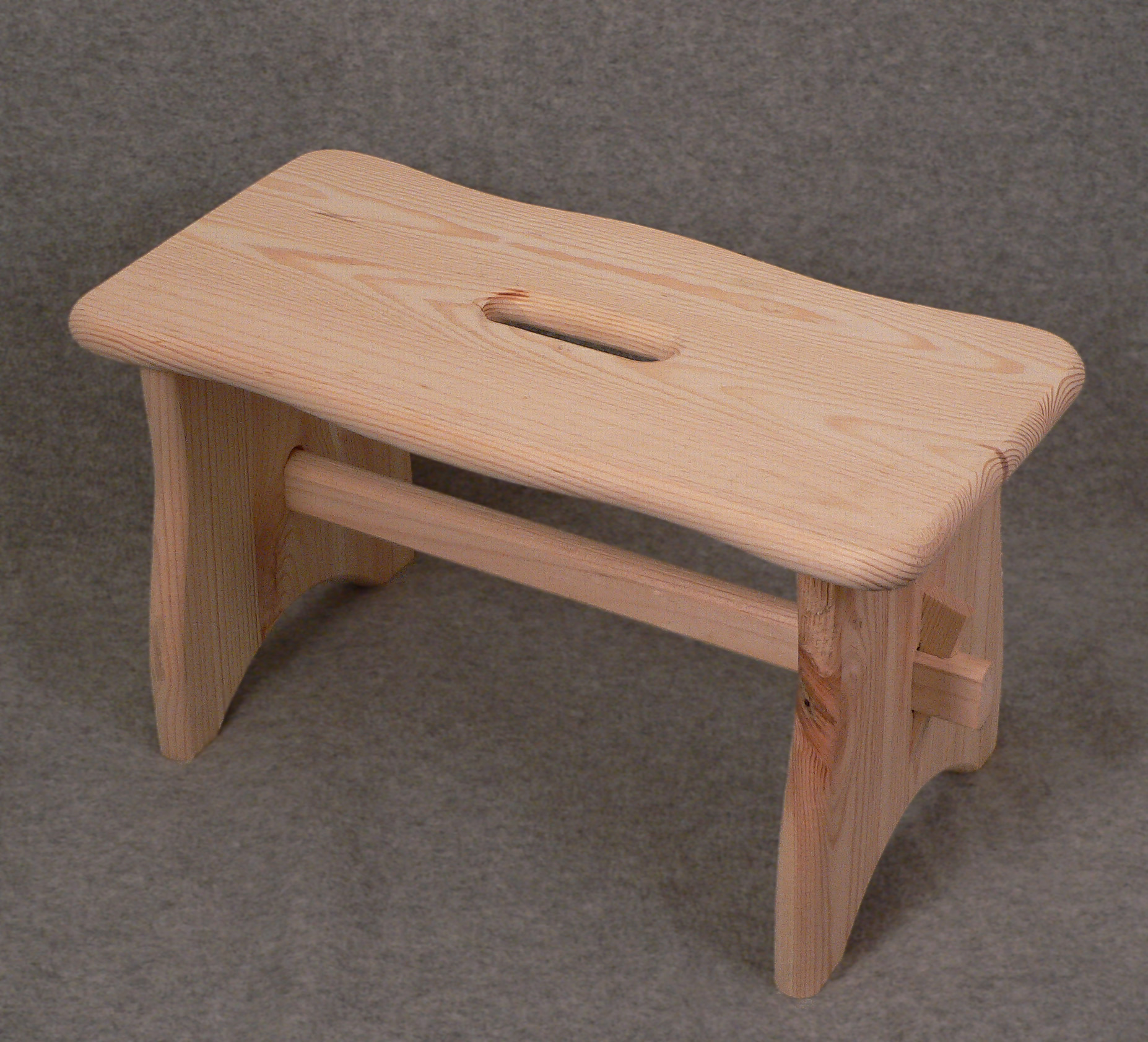
Fußbank

- Feldbett
- Fernsehschrank
- Fernsehsessel
- Fernsehtisch
- Figurenvitrine, siehe Vitrine
- Flaschenkühler (Möbel)
- Flurgarderobe
- Flügeltürenschrank
- Frankfurter Schrank
- Französisches Bett
- Freischwinger
- Frisierkommode, siehe Kommode
- Frisiertisch, siehe Poudreuse

- Fußbank
- Fusuma (jap. 襖)
- Futon (jap. 布団)

## G
- Garderobe (Möbel)
- Garderobenleiste, siehe Garderobe (Möbel)
- Garderobenschrank, siehe Garderobe (Möbel)
- Garderobenständer, siehe Garderobe (Möbel)
- Gartenmöbel
- Gartenbank, siehe Bank (Möbel)
- Gästebett
- Gate-leg-table, siehe Klapptisch
- Geschirrabtropfschrank
- Geschirrschrank, siehe Schrank

- Geweihmöbel
- Giebelschrank, siehe Schrank

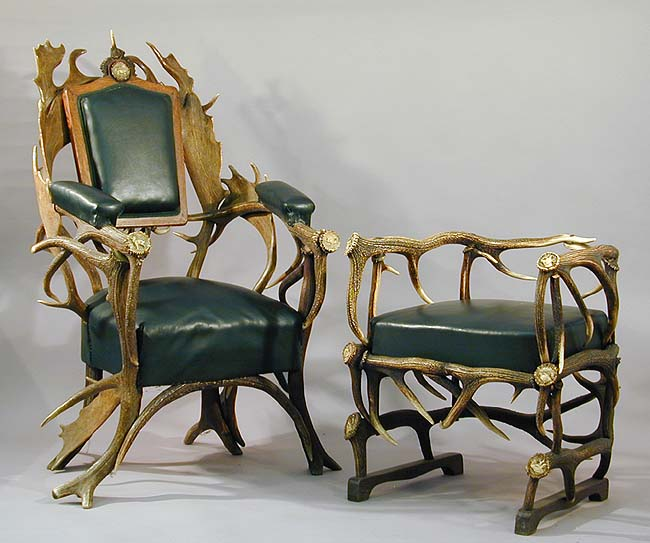
Geweihmöbel

- Gießkalter, siehe Waschkasten (Möbel)
- Glastisch
- Glashängeschrank
- Glasschrank, siehe Vitrine
- Globustischen, siehe Nähtisch
- Gondel, siehe Hocker
- Grottenmöbel
- Guéridon

## H

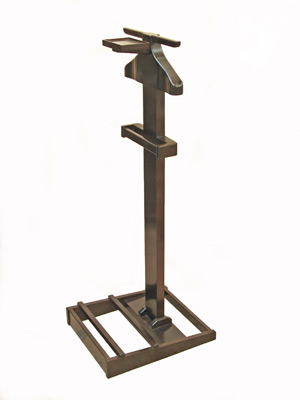
Herrendiener

- Halbschrank, siehe Schrank
- Hängeschrank
- Handtuchhalter
- Hantelbank
- Hausbarschrank

- Herrendiener
- Highboy, siehe Kommode
- Hochbett
- Hochschrank
- Hochstuhl
- Hochzeitstruhe, siehe Truhe
- Hocker, siehe Schemel
- Hollywoodschaukel
- Hornschapp, siehe Eckschrank
- Husse

## J

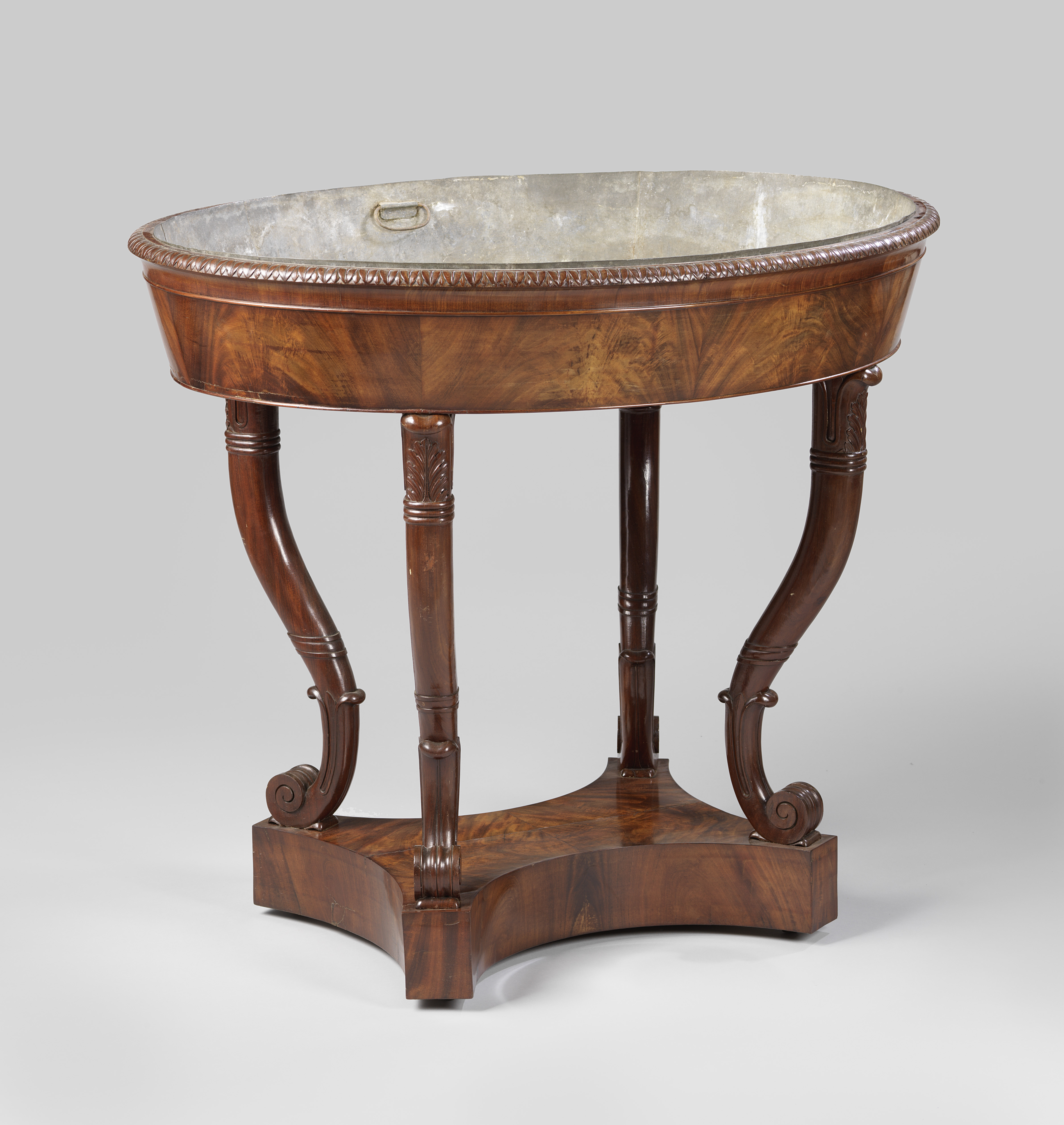
Jardinière

- Jagdwaffenschrank
- Japanischer Wandschirm

- Jardinière
- Jogltisch, siehe Kastentisch

## K
- Kabinettschrank
- Kabinetttruhe, siehe Truhe oder Vargueño
- Kaffeehausstuhl, siehe auch Stuhl Nr. 14 (Fa. Thonet)
- Kaiman Dansu (jap. 階段箪笥), siehe Treppenkommode oder Kommode

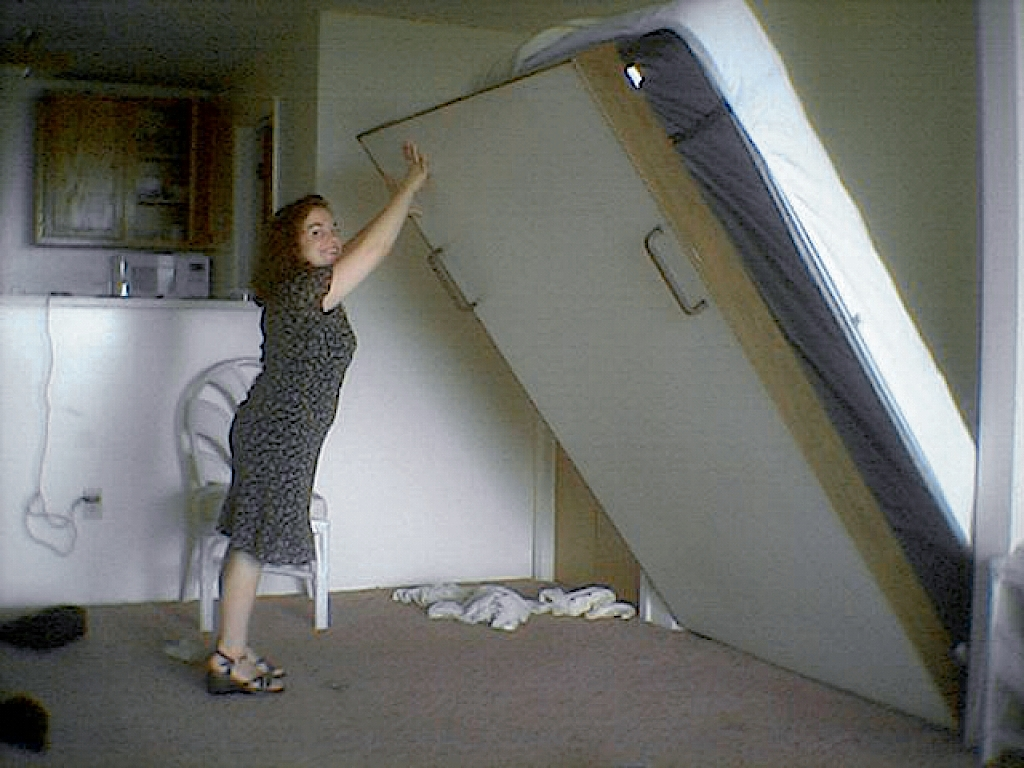
Klappbett

Klappstuhl

Kronleuchter

- Kamidana (jap. 神棚)
- Kanapee, siehe Sofa
- Kandelaber
- Kartentisch
- Kasten, siehe Truhe
- Kastensitz, siehe Bank (Möbel)
- Kastentisch
- Kastentruhe, siehe Truhe
- Katzentisch
- Kirchenthron, siehe Thron

- Klappbett
- Klappcouch, siehe Sofa
- Klapphocker
- Klappsessel
- Klappsofa, siehe Sofa

- Klappstuhl
- Klavierhocker
- Kleiderschrank, siehe Schrank
- Klismos
- Klubsessel
- Kommode
- Kommodenschrank
- Konferenzsessel
- Konferenztisch
- Konsoltisch
- Konsole (Möbel)
- Korbsessel
- Kosmetiktisch, siehe Poudreuse
- Kotatsu (jap. 炬燵 oder 火燵)
- Kredenz
- Kreuzschwinger

- Kronleuchter
- Küchenlampe
- Küchenschrank
- Küchentisch
- Kufentruhe, siehe Truhe
- Kühlschrank
- Kurulischer Stuhl

## L
- Landi-Stuhl

- Laufgitter
- Lautsprecherbox

- Lavalampe
- Lehnstuhl

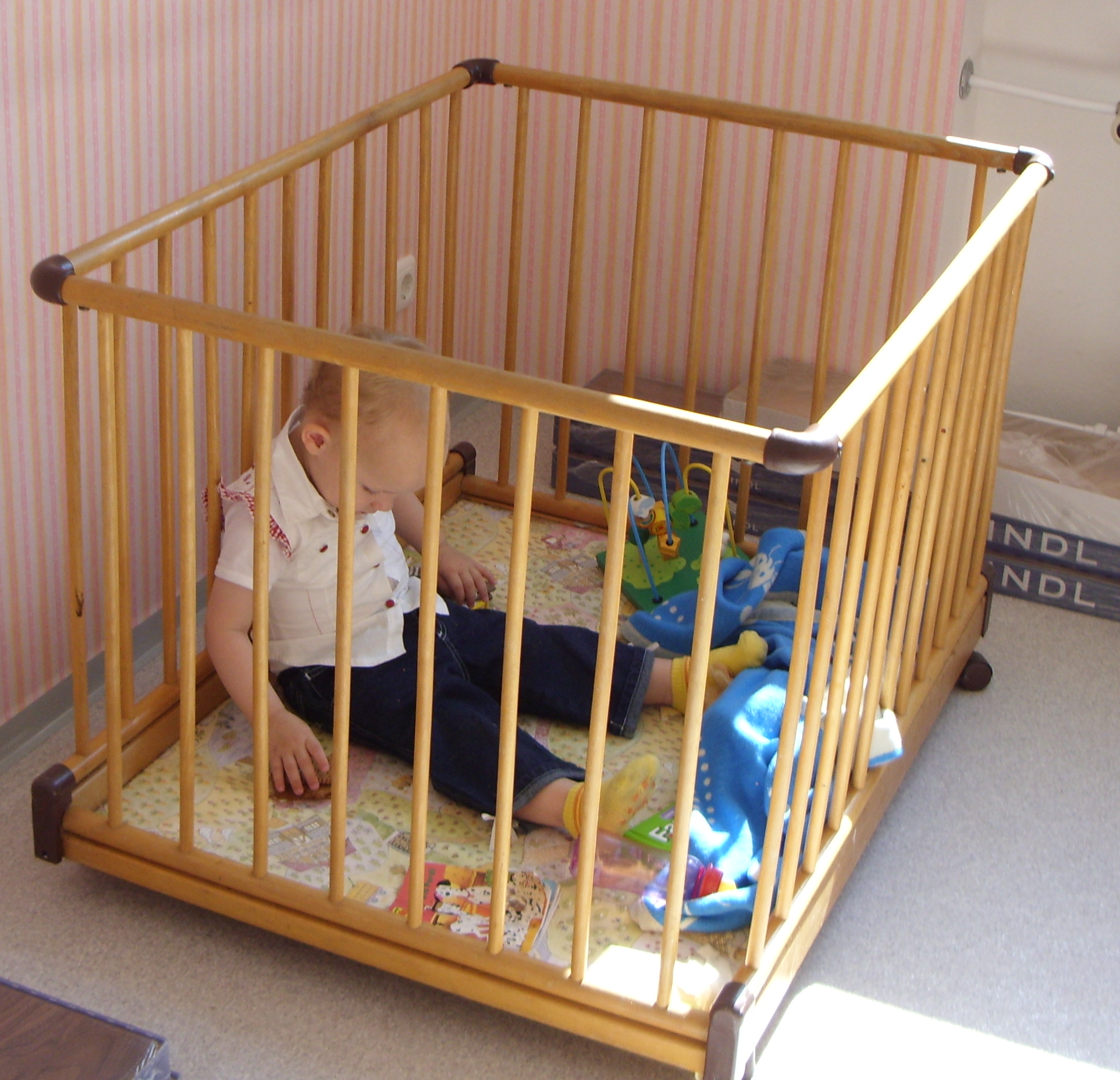
Laufgitter

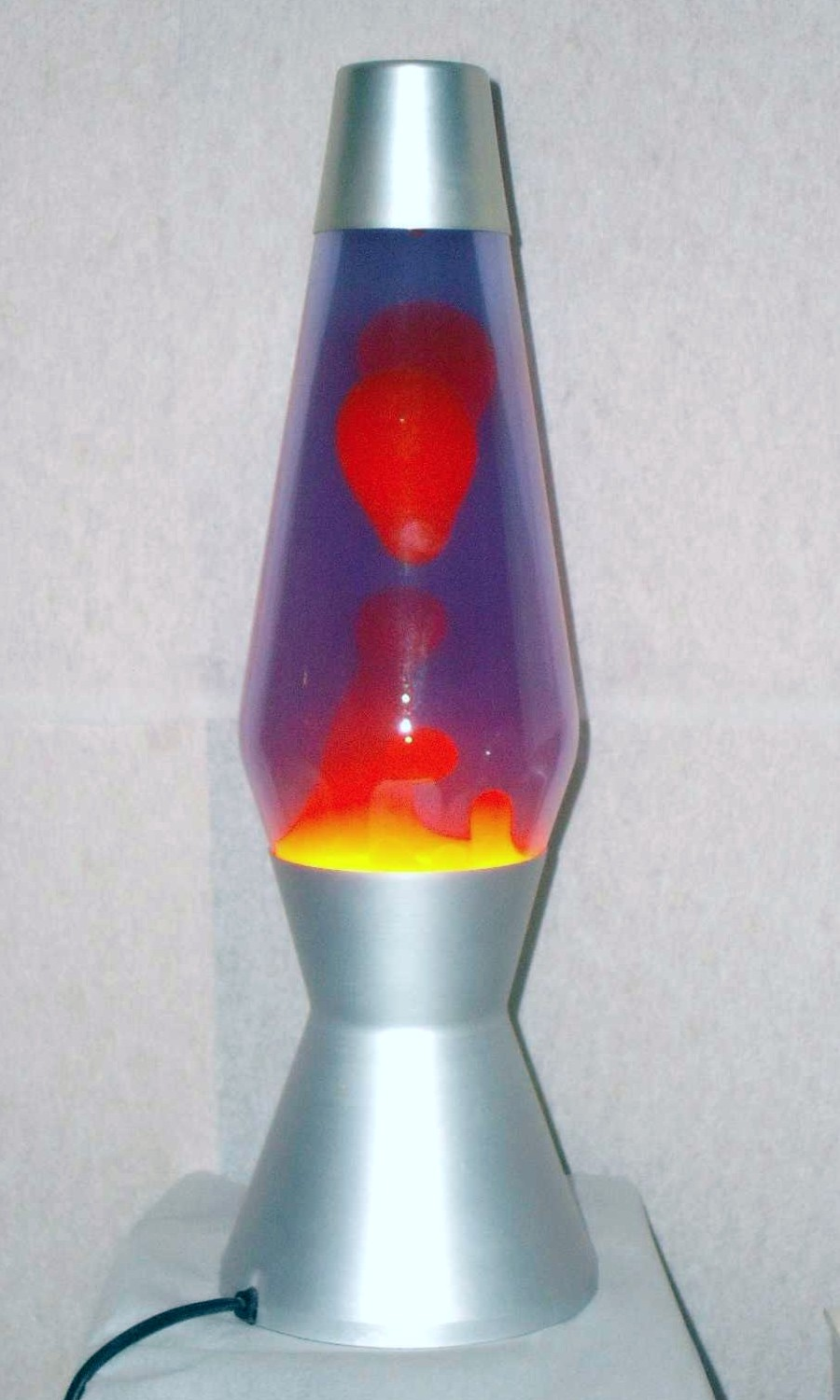
Lavalampe

- Lesepult, siehe Ambo, Atzmann, Katheder oder Pluteus
- Leuchte
- Leuchttisch
- Liegemöbel
- Liegestuhl
- Liegnitzer Ringtisch
- Loveseat
- Luftmatratze

## M
- Magazinsofa, siehe Sofa
- Mappenschrank, siehe Archivmöbel
- Marmortisch
- Marquise, siehe Tête-à-tête (Sitzmöbel)
- Mechanische Möbel
- Medizinschrank, siehe Hausapotheke
- Der müde Mann
- Minnekästchen, siehe Lade (Möbelstück)
- Münzschrank
- Münzkabinett, siehe Münzschrank
- Münzkabinettschrank, Münzschrank
- Musikschrank
- Musiktruhe

## N

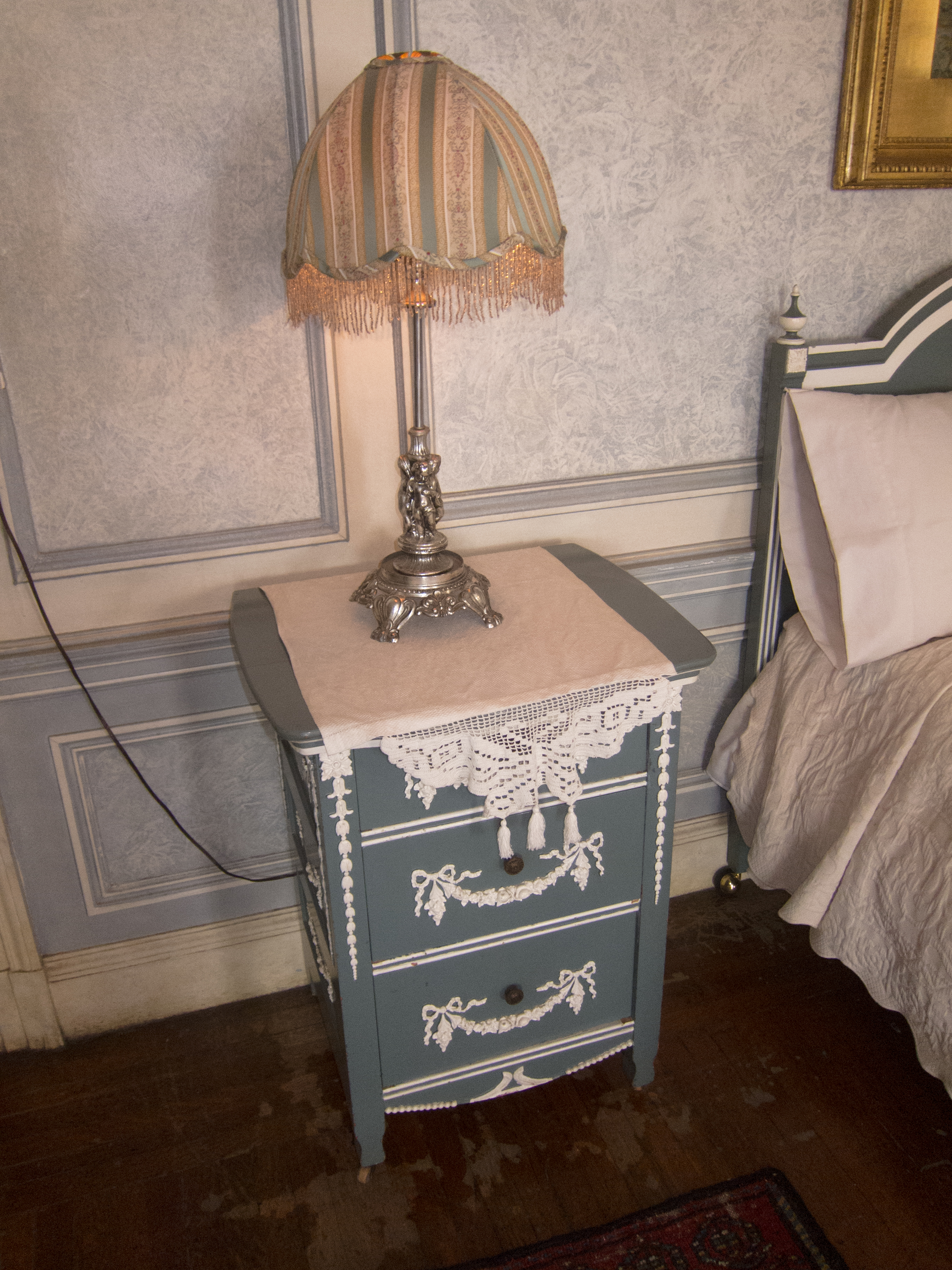
Nachttisch

- Nachttisch
- Nähtisch
- Nierentisch
- Nipptisch

## O
- Oberschrank, siehe Hochschrank
- Ofenbank
- Ofenschirm
- Ohrensessel
- Orgelbank, siehe Orgel
- Ostfriesensofa
- Ottomane

## P
- Palisandertisch
- Papphocker
- Paravent, siehe Spanische Wand
- Patentsekretär, siehe Sekretär (Möbel)
- Pfeilerkommode, siehe Kommode
- Phonoschrank, auch Hifi-Rack oder Phono-Rack

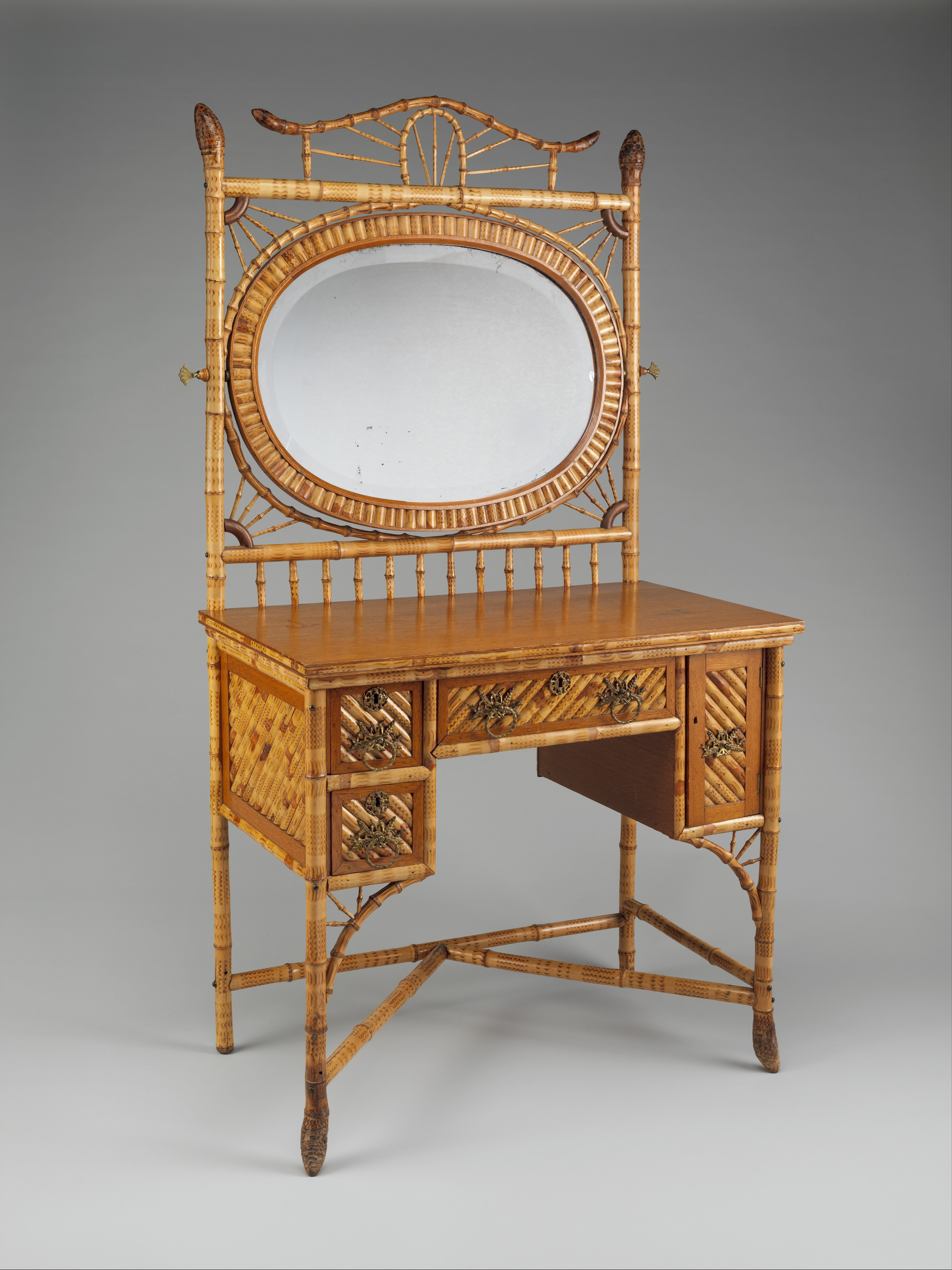
Poudreuse

- Plattenschrank für Schallplatten
- Polsterstuhl

- Poudreuse
- Pluteus (Lesepult)
- Pultvitrine, siehe Vitrine
- Putztisch, siehe Poudreuse
- Pritsche siehe Feldbett
- Pult

## Q
- Quilt

## R
- Rasiertisch
- Rauchtisch
- Raumteiler, siehe Spanische Wand

- Récamière
- Regal
- Regiestuhl
- Rhön-Tisch, siehe Kastentisch

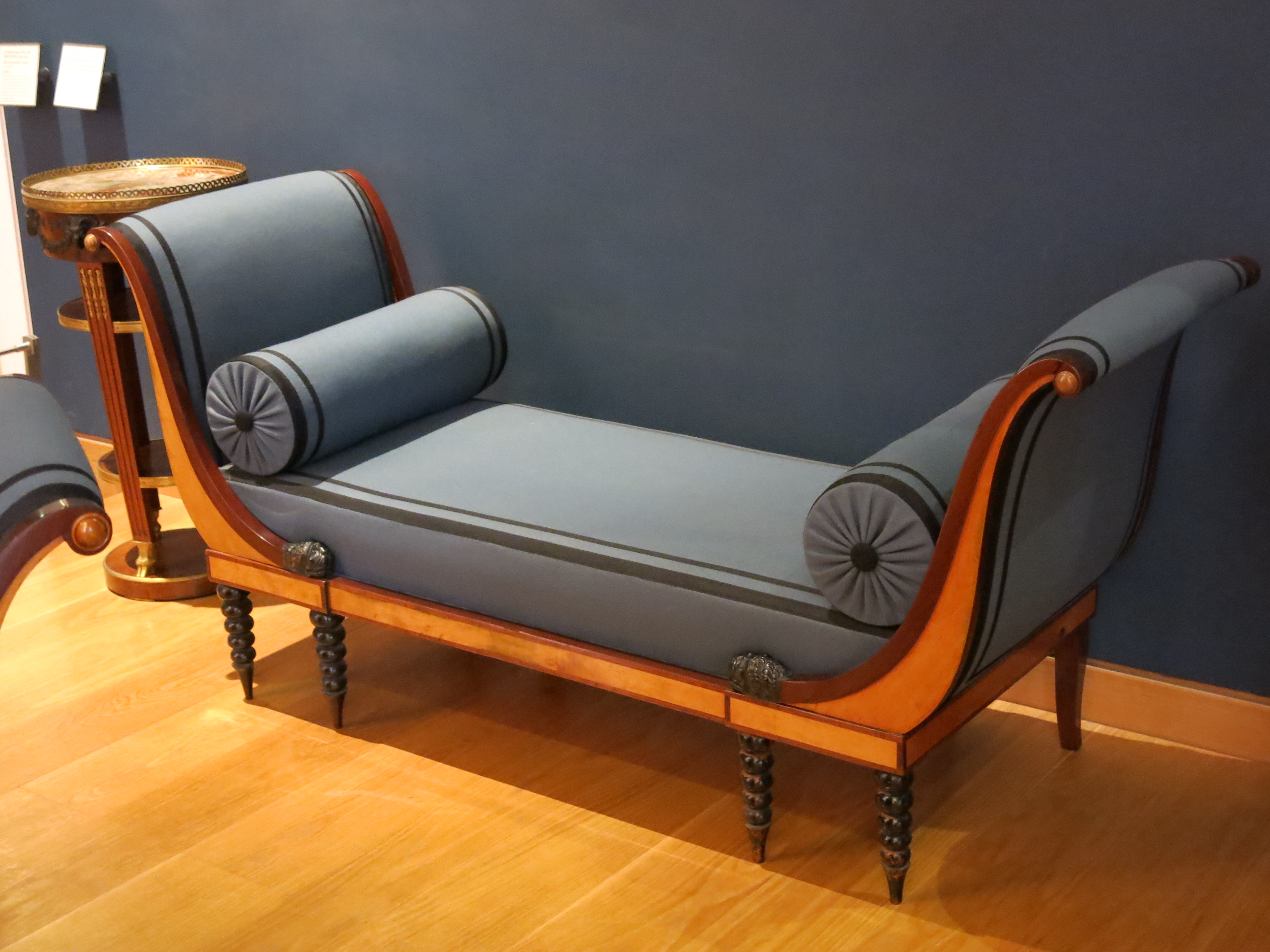
Récamière

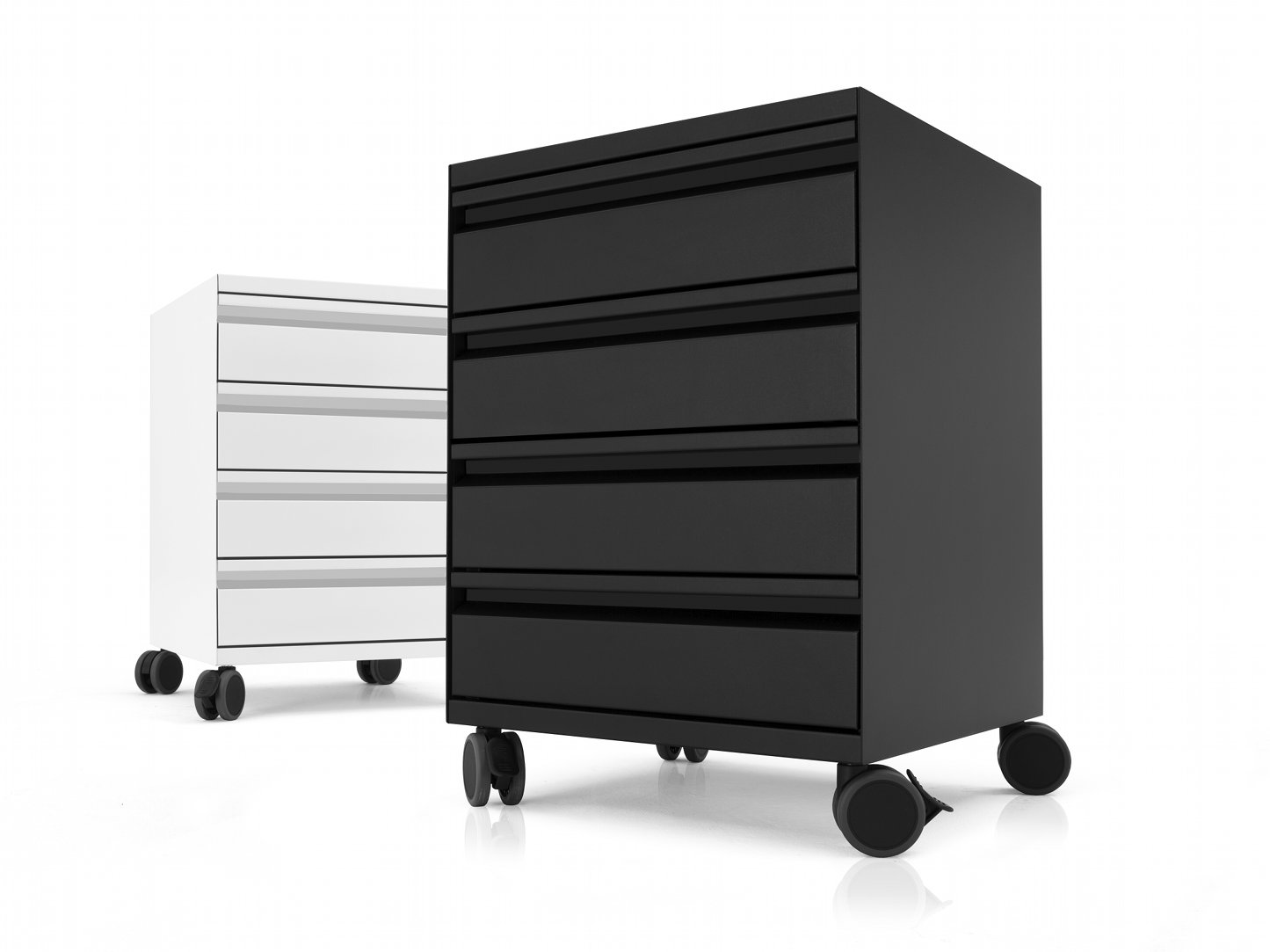
Rollcontainer

- Rollbureau, siehe Sekretär (Möbel) oder Schreibtisch
- Rollcontainer
- Rollregal
- Rolltürenschrank
- Ruhebank
- Ruhebett
- Rundbogenregal

## S
- Saizu, siehe Bodenstuhl oder Stuhl
- Sakristeischrank
- Sammlungsmöbel
- Sammelungsschrank
- Schachtisch
- Schaffreite
- Schapp (Möbel), siehe auch Dielenschrank oder Schrank
- Schaukelstuhl
- Schemel
- Schiebetürenschrank
- Schirmcontainer
- Schirmlampe

- Schirmständer
- Schneidertisch
- Schragen, siehe Bock (Gestell)
- Schrankbett, siehe auch Alkoven
- Schrankwand

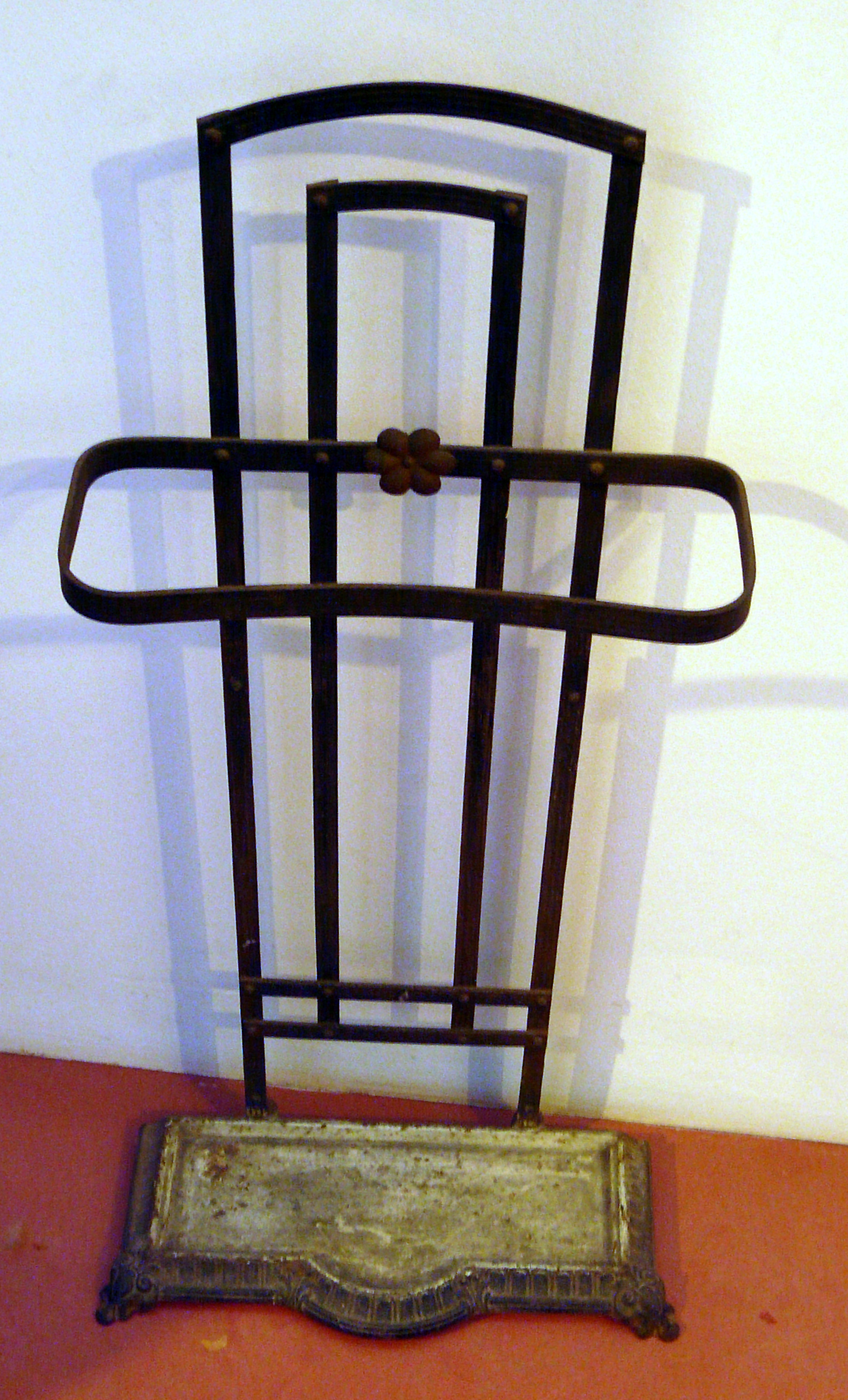
Schirmständer

- Schreibschrank, siehe Sekretär (Möbel)
- Schreibtisch
- Schreibmaschinentisch
- Schrein
- Schubladenregal
- Schuhregal
- Schuhschrank
- Schuhständer

- Schwedenstuhl

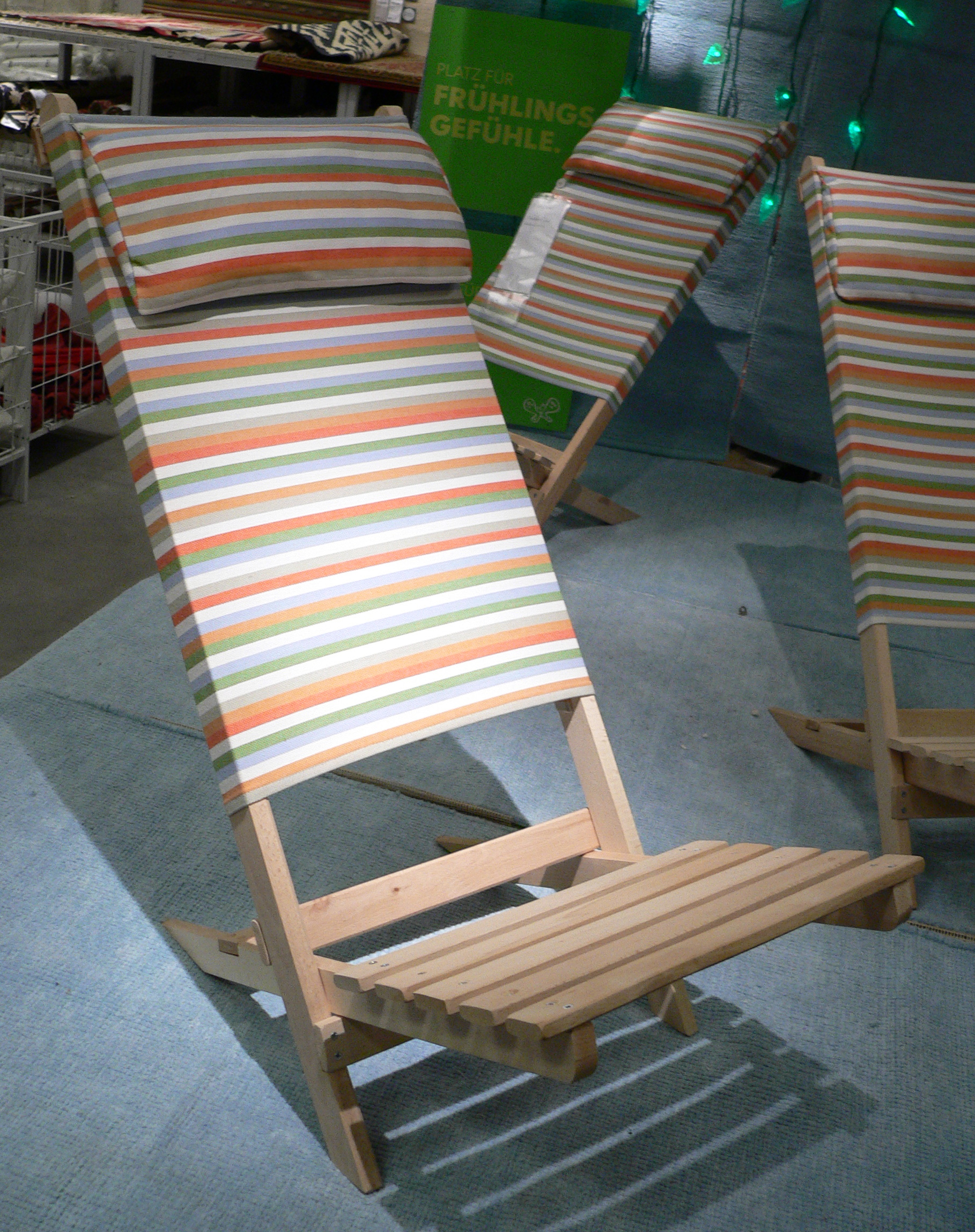
Schwedenstuhl

- Secretaire en armoire, siehe Schreibtisch
- Secretaire en pente, siehe Schreibtisch
- Sedile
- Sekretär (Möbel)
- Servante
- Sessel
- Setzkasten
- Shōji (jap. 障子)
- Sideboard
- Sitzbank, siehe Bank (Möbel)
- Sitzgruppe
- Sitz-Liegemöbel
- Sitzsack
- Sofa
- Sofatisch, siehe Tisch

- Spanische Wand
- Spiegel
- Spiegelschrank
- Spieltisch
- Spind
- Spültisch
- Stabelle
- Stapelmöbel
- Stapelstuhl
- Standuhr, siehe Bodenstanduhr
- Stehlampe
- Stempelfuß
- Stockbett
- Stollenschrank
- Strandkorb
- Strozzi-Schemel, siehe Schemel
- Stubenwagen
- Stuhl

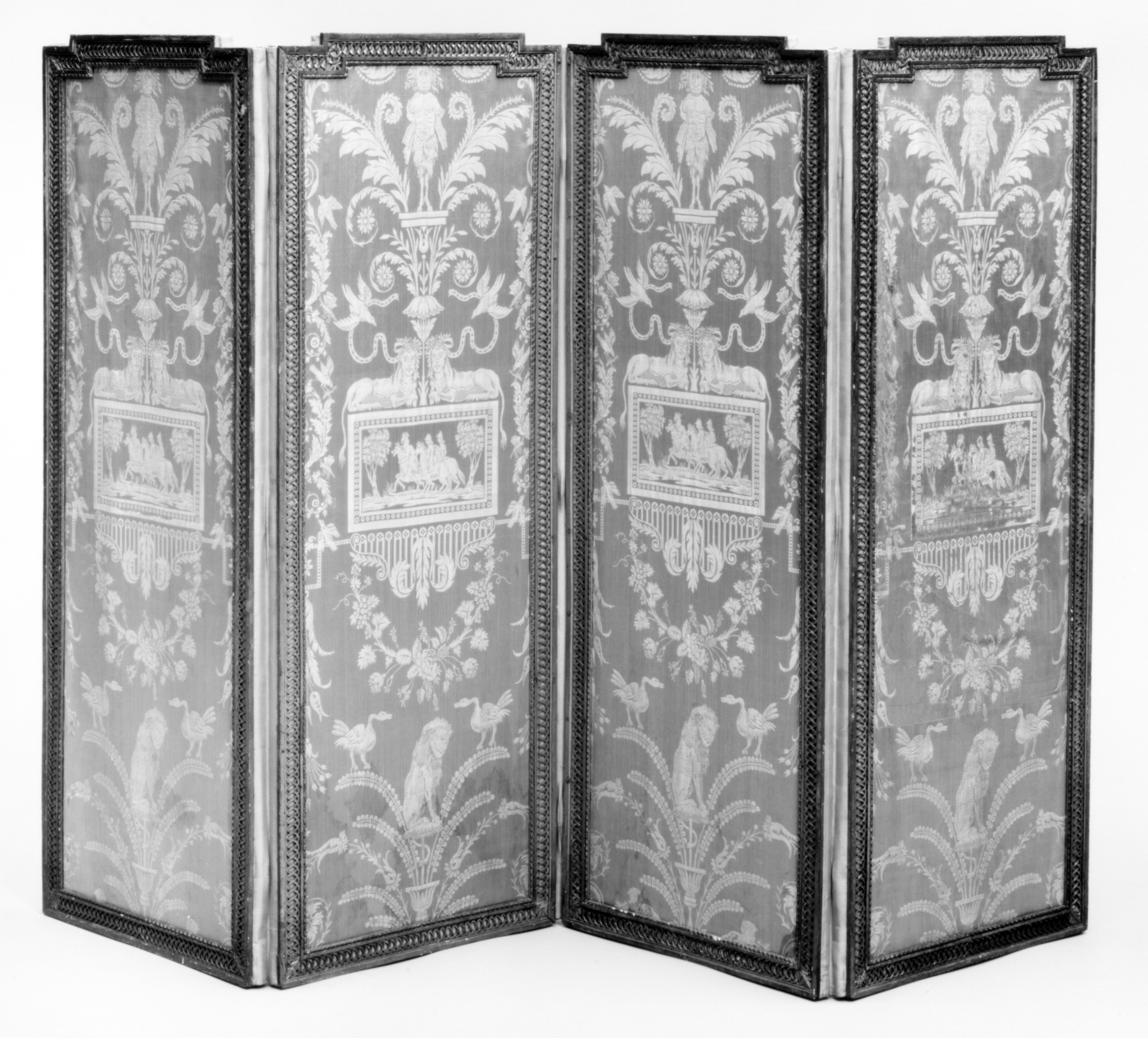
Spanische Wand

- Stummer Diener, siehe Herrendiener
- System 32

## T
- Tafelklavier
- Täfelung
- Tamaya (jap. 霊屋)
- Tansu (jap. 箪笥), siehe auch Kommode

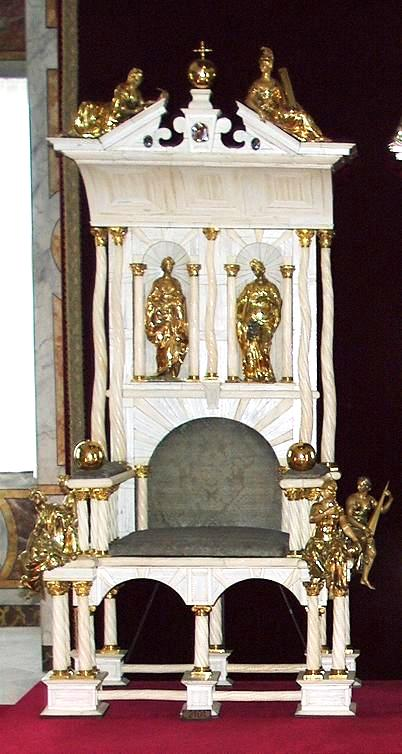
Thron (Nur in besseren Haushalten)

- Tatami (jap. 畳)
- Teetisch
- Teewagen
- Teleskopregal
- Tête-à-tête (Sitzmöbel)
- Theke

- Thron
- Tisch
- Tresen, siehe Theke
- Toilette (Möbel), siehe Poudreuse
- Toilettentisch, siehe Poudreuse
- Triclinium
- Truhe
- Tulpenlampe
- Tütenlampe

## U

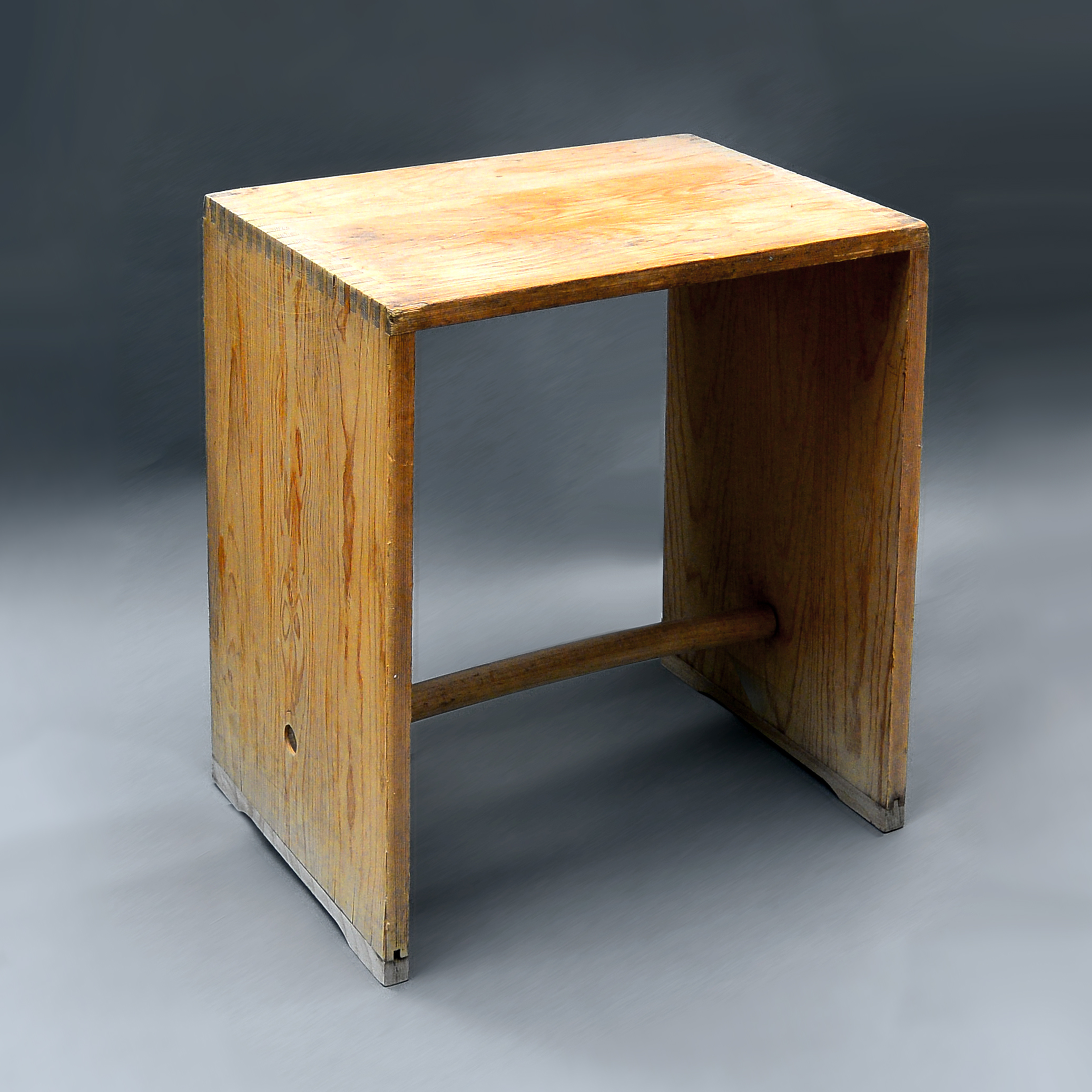
Ulmer Hocker

- Überbauschrank
- Ulmer Hocker
- Unterschrank
- USM Haller

## V
- Vase
- Vertiko
- Verwandlungstisch, siehe auch Mechanische Möbel
- Visitenkartentisch
- Vitrine
- Vitrinenschrank, siehe Vitrine
- Vorratsschrank
- Voyeuse

## W
- Waffenschrank
- Wandschirm, siehe Spanische Wand
- Wäscheschrank
- Wäschetruhe, siehe Truhe
- Waschkasten
- Wellenschrank, siehe Frankfurter Wellenschrank

- Weißenhof-Stuhl

- Werkzeugschrank
- Werkzeugkasten
- Wiege
- Wickelkommode
- Windsor-Stuhl
- Wohnzimmertisch

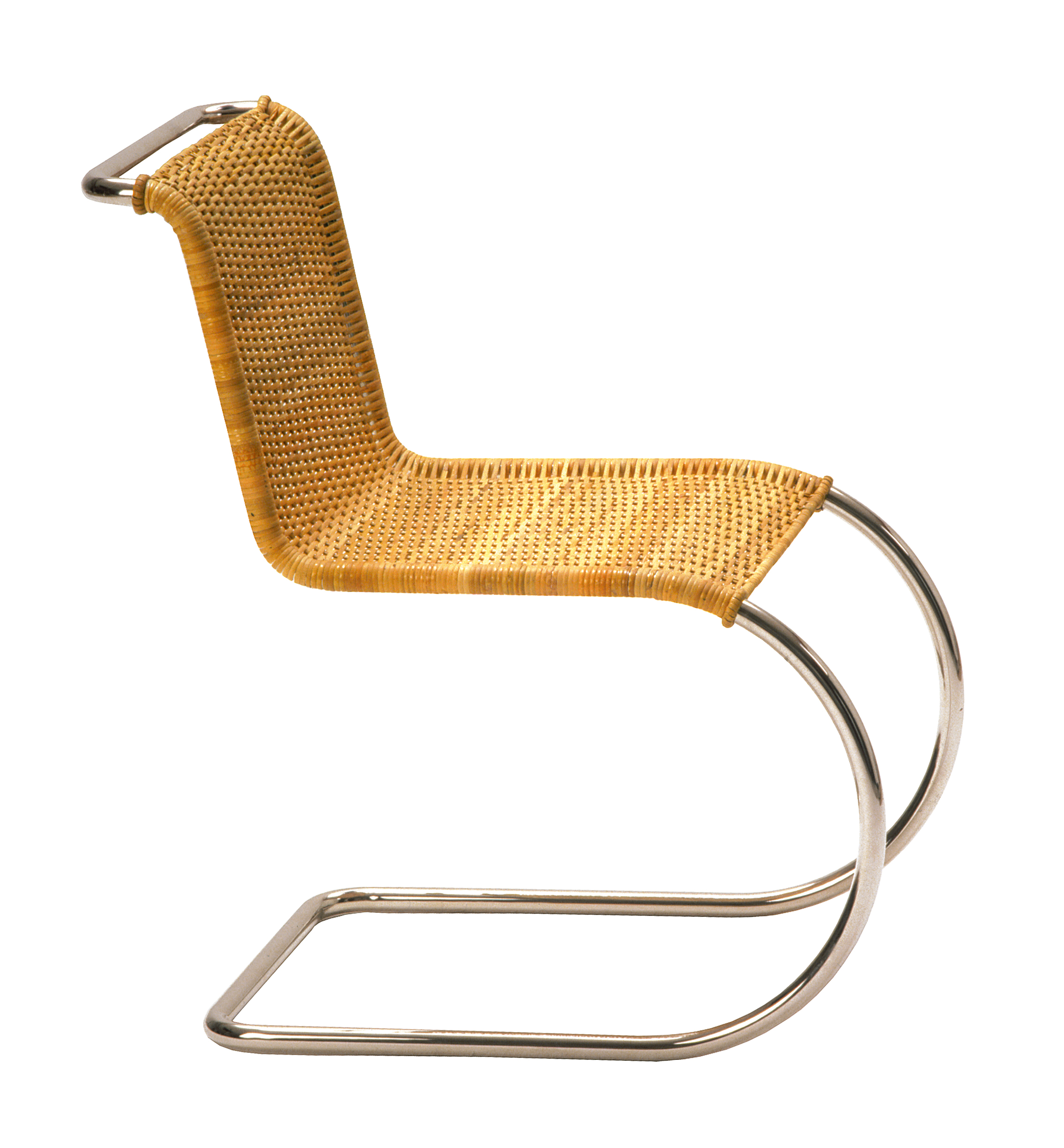
Weißenhof-Stuhl

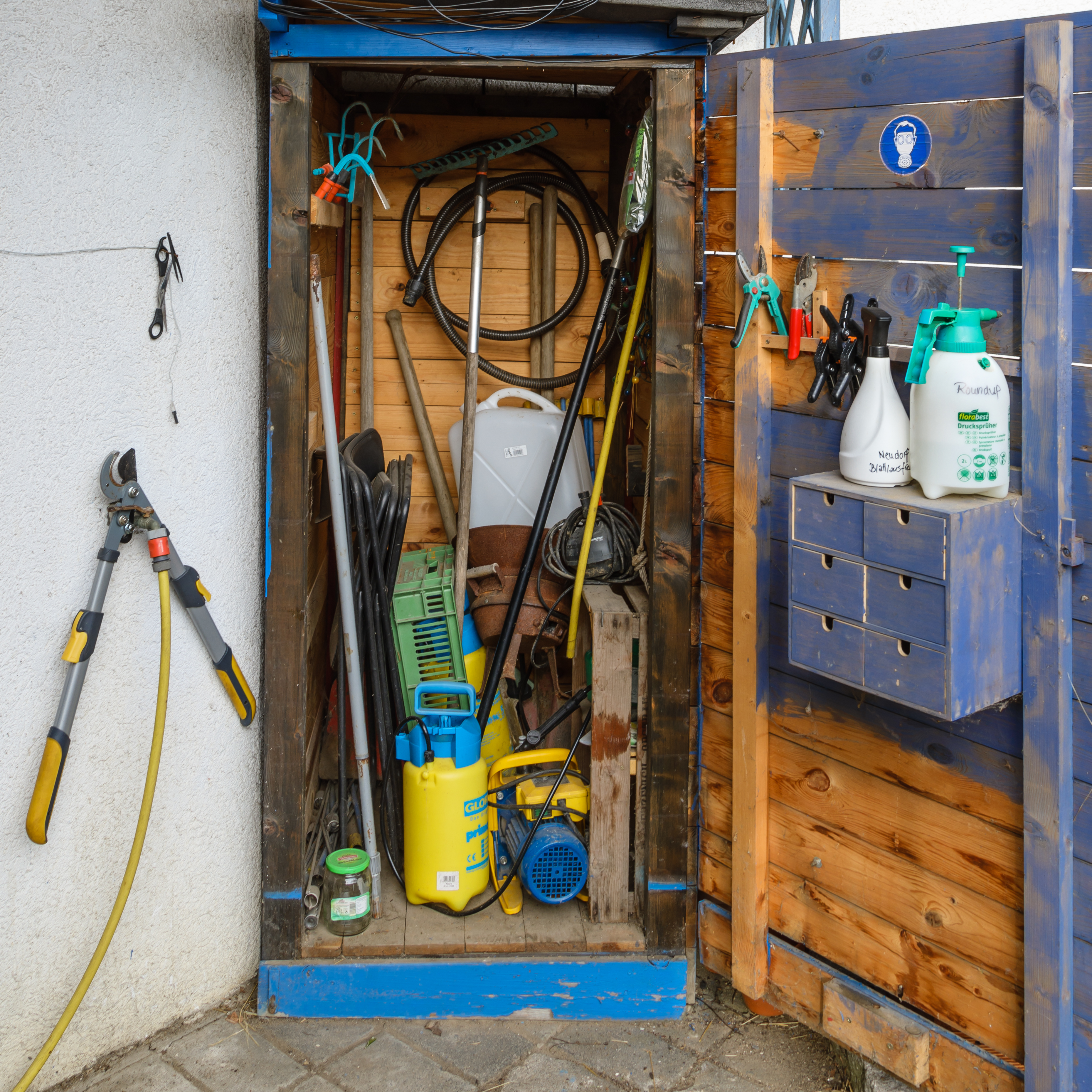
Werkzeugschrank

- Wrangelschrank, siehe LWL-Museum für Kunst und Kultur

## Z
- Z-Stuhl
- Zabuton
- Zaizu, siehe Bodenstuhl oder Stuhl
- Zafu
- Zargenstuhl, siehe Stuhl (Möbel)
- Zeltschrank

- Zeitungsständer

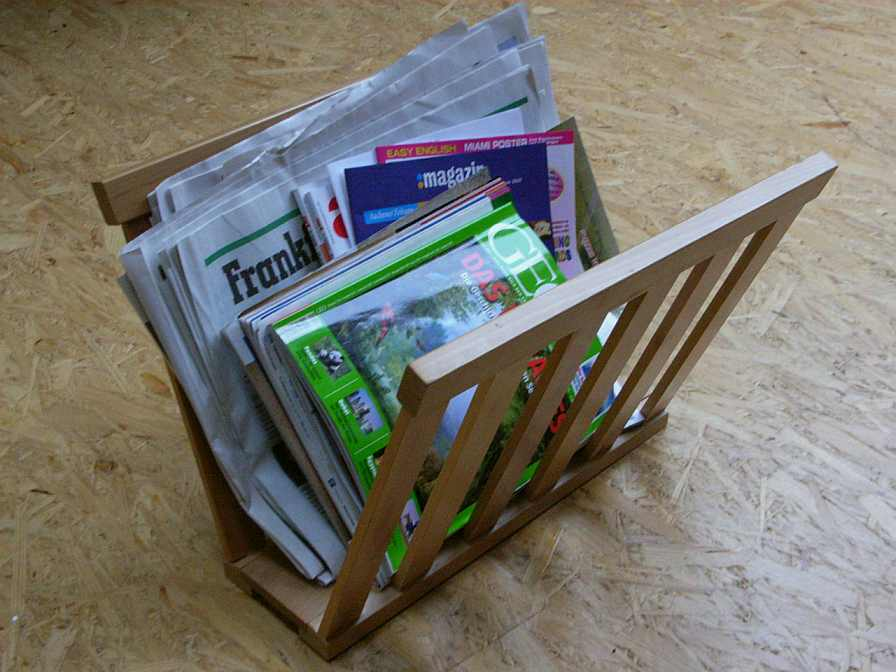
Zeitungsständer

- Zunftlade, siehe Lade (Möbelstück)
- Zuschneidetisch, siehe Schneidertisch
- Zylinderbureau, siehe Sekretär (Möbel) oder Schreibtisch